# Max Samter
Max Samter (geboren 3. März 1908 in Berlin; gestorben 9. Februar 1999 in Evanston) war ein US-amerikanischer Mediziner (Immunologe) deutscher Herkunft.

## Leben
Max Samter war ein Sohn des Paul Samter und der Claire Rawicz. Er heiratete 1947 Virginia Svarz Ackermann, sie haben ein Kind.
Samter studierte Medizin an den Universitäten Freiburg im Breisgau und Innsbruck und wurde 1933 in Berlin promoviert. Er arbeitete von 1931 bis 1933 an der Charité und hatte danach unter den Bedingungen des Nationalsozialismus eine private Praxis in Berlin-Karow. 
1937 flüchtete er in die USA, seit 1946 war er an der University of Illinois in Chicago tätig, wo er 1947 Assistant Professor wurde. 1954 wurde er zum Associate Professor ernannt; seit 1960 lehrte er als Full Professor. Unter anderem war er Herausgeber von American Lectures in Allergy (1950) und Mitredakteur des American Journal of Allergy (1952).

## Hauptwerke
- Immunological Diseases, 1965
- Hypersensitivity to Drugs, 1972